# 山的那一邊
《山的那一邊》（Hidden Treasures in The Mountain），是一部於2018年上映的山林喜劇電影。由小薰、蘇達、撒基努、何林駿領銜主演。台灣於2018年9月7日上映。本片獲文化部影視及流行音樂產業局104年度國產電影長片輔導金。

## 劇情簡介
充滿正義感的巡山員心嵐（小薰 飾）對日復一日穩定平淡的工作，感到有志難伸的無力，想和男友阿德（蘇達飾）分手，離開此地。但要談分手前，曾是盜木山老鼠的阿德竟先死纏爛打，動之以情，說服嘴硬心軟的心嵐與他的獵人好友都瑪斯（撒基努 飾）一起上山，尋回之前為了避開山老鼠老闆而偷偷藏起來的珍貴檜木。
3人在山上意外遇到想不開的表演藝術家派大星（何林駿 飾），為了阻止他自殺，只能軟硬兼施，拖著他往山上爬，還順路救了剛出生的小鹿。他們好不容易爬到了藏檜木的地方，眼前的景象卻讓阿德傻眼，
此時，心嵐也突然表示身為巡山員，一定要奉公執法，必須狠下心來取締阿德非法盜木，而暗中跟著他們的山老鼠也現身想要搶檜木，眾人在山上僵持不下，這場旅程要如何順利落幕呢？

## 演員陣容
| 演員姓名 | 角色名稱       | 介紹 |
| 小薰     | 張心嵐         | 心嵐擁有高學歷，但對保護山林工作極有憧憬，放下都市生活而到山區擔任巡山員，與當地青年阿德相戀。個性嚴謹，對所有事物都太過認真，漸漸對平穩巡山員工作感到倦怠，得不到成就感，讓她想與阿德分手另覓天地，卻經不住男友的死纏爛打，同意陪他上山，展開一段超出她控制的旅程。 |
| 蘇達     | 阿德（陳萬德） | 阿德是典型的山地青年，個性單純開朗，為了養家活口偷偷替不法盜木的山老鼠尋找木頭，與心嵐交往後，就不再與盜木老闆聯繫，但他發現好像以前藏起高價木頭的消息已經傳了出去，便急著找心嵐及好都瑪斯一起上山，想搶先把高價木材運下山。                                         |
| 撒基努   | 都瑪斯         | 都瑪斯是阿德的好兄弟，為專業獵人，平日喜愛畫畫，個性風趣，嘻嘻哈哈過日子。兩年前，父親在打獵時被熊攻擊過世，讓他非常傷心，雖依舊說說笑笑過日子，但他不想再上山打獵，連畫筆都提不起來，直到阿德拜託他一同上山扛木頭，他才再度背起裝備，陪好友上山。                   |
| 何林駿   | 派大星         | 派大星本名吳介人，是個表演藝術家，但他的工作一直遭到父親強烈反對，甚至被趕出家門，讓生性敏感的他萬念俱灰，決定上山結束生命，卻意外碰到心嵐等人，被迫中斷自殺行動，還在半推半就下和他們一同上山扛木頭。                                                               |

## 電影歌曲
| 曲別   | 歌名     | 演唱者 | 作詞   | 作曲   |
| 片尾曲 | 好久不見 | 甘聖竹 | 林尚德 | 林尚德 |

## 工作人員
- 出品人：梁宏志 高君]亭 陳其遠
- 製片人：陳南宏
- 導演：王道南
- 編劇：王道南 黃淑筠 黃顯庭
- 製作公司：華映娛樂股份有限公司、內容物數位影製作有限公司
- 發行公司：華映娛樂股份有限公司

## 拍攝場景
- 臺中市和平區松鶴部落
- 大雪山 (台灣)
- 武陵農場
- 雪山坑

另外，臺中市政府也給予該片200萬輔導金及拍攝支援。

## 影展
| 年份   | 影展                                                    |
| 2018年 | 韓國第三屆山岳影展(The 3rd Ulju Mountain Film Festival) |

## 外部連結
- 山的那一邊的Facebook專頁
- Yahoo奇摩電影上《山的那一邊》的資料（繁體中文）
- 開眼電影網上《山的那一邊》的資料（繁體中文）
- 豆瓣电影上《山的那一邊》的資料 （简体中文）
- 互联网电影数据库（IMDb）上《山的那一邊》的资料（英文）
- 華映娛樂的Facebook專頁